# Preslav Petrov
Preslav Ivelinov Petrov (in bulgaro Преслав Ивелинов Петров?; Trojan, 1º maggio 1995) è un ex calciatore bulgaro, di ruolo difensore.

## Carriera
Ha giocato nella massima serie bulgara.